# Dietrich von Harras

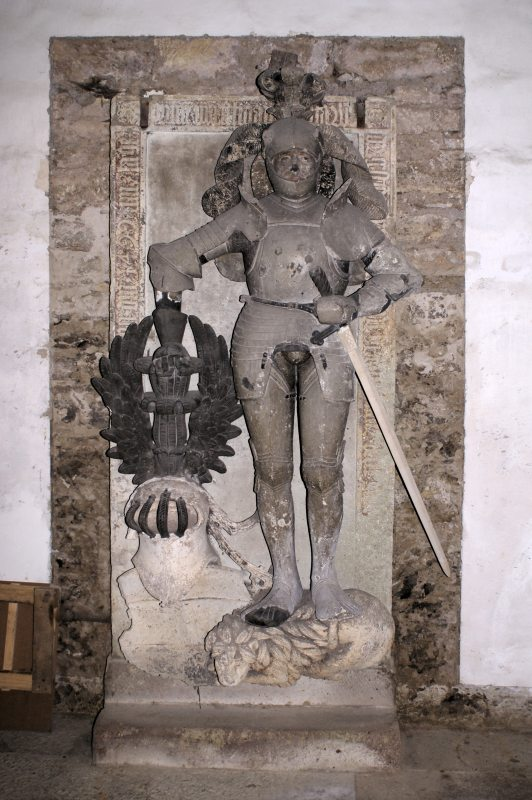
Epitaph in der Stiftskirche Ebersdorf

Dietrich von Harras (* um 1430; † 9. Juni 1499) war ein deutscher Ritter aus dem thüringischen Geschlecht Harras.

## Leben
Geboren als Sohn des Hermann von Harras († 1451) und dessen Frau Elisabeth (Ilse), erscheint Dietrich 1450 in kurfürstlich-sächsischem Dienst. 1465/66 gehörte er zum Hofgesinde Kaiser Friedrichs III., welcher ihn als nützlich, treu und unverdrossen lobte. Zusammen mit seinen Brüdern Otto, Ulrich und Hermann d. J. hatte er 1451 die Herrschaft Lichtenwalde in Sachsen geerbt, deren Einkünfte aber zunächst bis etwa 1474 der Mutter als Witwengut zustanden. Neben diesem Besitz gehörten den Brüdern und ihren Vettern aus zwei anderen Linien der Familie seit 1455 auch zahlreiche Ortschaften in Thüringen (vgl. Besitzungen derer von Harras). 1467 kauften die Brüder das Gut Oßmannstedt bei Weimar dazu, welches ihrem Vater im sächsischen Bruderkrieg verloren gegangen war. Nachdem Otto in den geistlichen Stand getreten war, teilte sich Dietrich mit seinen Brüdern Ulrich und Hermann d. J. so in den Gesamtbesitz, dass er und Hermann Lichtenwalde für sich behielten und Ulrich Oßmannstedt übernahm.
Als Ritter erscheint Dietrich erstmals 1471. In seiner Herrschaft Lichtenwalde suchte er durch Erweiterung der Eigenwirtschaft und Ansiedlung von Handwerk und Gewerbe die Feudalrente zu steigern, nicht ohne dabei oftmals mit der benachbarten Stadt Chemnitz in Konflikt zu geraten. Ab 1483 wird Dietrich auch als Berater der gemeinsam regierenden sächsischen Fürsten genannt, nachdem er bereits 1480 den Kurfürsten Ernst von Sachsen auf seiner Romreise begleitet hatte. Nach der Leipziger Landesteilung von 1485 wurde er, zumindest für die Jahre bis 1488, wohl zum bedeutendsten Rat Herzog Albrechts von Sachsen und führte die Titel eines Untermarschalls und Marschalls.
Bis zum Sommer 1486 war Dietrich auch Rat des Erzherzogs Sigmund von Österreich, verlor aber diese Stellung auf Betreiben anderer Räte dieses Habsburgers. Im Auftrag Sigmunds und des Kaisers hatte er als Gesandter am Münchner Hof über eine Ehe der Kaiserstochter Kunigunde mit Herzog Albrecht von Bayern zu verhandeln. Überhaupt war es Dietrichs Zuständigkeitsbereich, die sächsisch-österreichischen Beziehungen zu pflegen. Nachdem er bereits 1474 an der Belagerung von Neuss teilgenommen hatte, vermittelte er im Krieg des Kaisers gegen Ungarn 1486 zwischen Herzog Albrecht und dem Kaiser.
Nach der Befreiung König Maximilians aus den Händen der aufständischen Bürger von Brügge wurde Ritter Dietrich von Harras 1488 zu dessen Rat ernannt. Trotz seiner zwielichtigen Rolle bei der Anfachung und Unterhaltung der Werdenbergfehde genoss er weiterhin das uneingeschränkte Vertrauen von Kaiser und König. Als königlicher Gesandter trat er so 1494 im Bistum Hildesheim auf, um Steuern für das Reich einzuheben. Auch zwischen Herzog Albrecht von Sachsen und Maximilian pendelte er weiterhin, nahm an Reichstagen teil und sollte sogar im Auftrag Maximilians zum englischen König gesandt werden, woraus aber dann doch nichts wurde.
Zu seinen großen Leistungen gehörte auch die Aushandlung des lange gültigen „Harrasischen Vertrages“ (auch „Dieterische Verträge“ genannt) zwischen der Reichsstadt Nürnberg und dem Markgrafen von Brandenburg-Ansbach. Lange währende Streitigkeiten zwischen Nürnberg und den Brandenburgern, in denen es hauptsächlich um Art und Umfang der Nutzungsrechte am Nürnberger Reichswald wie auch um die Hochgerichtsbarkeit ging, wurden so 1496 durch Ritter Dietrich von Harras entschieden und gerichtet.
Trotz seiner seit 1488 starken Gebundenheit an das Reich, hatte Dietrich noch Beamtenstellen in Sachsen und Thüringen behalten. So war er Amtmann der Ämter Meißen, Weißensee und Sachsenburg in Thüringen.
Dietrich starb laut der Inschrift am Tage Primi und Feliciani 1499. Der beiden Brüder Primus und Felicianus wird nach dem katholischen Kalender am 9. Juni gedacht. Damit ist Dietrichs Todestag ohne Zweifel mit dem 9. Juni 1499 anzusetzen, einem Sonntag. Er wurde in der Stiftskirche Ebersdorf im heutigen Chemnitz begraben. Dort ist noch heute sein Epitaph, der aus den Händen von Hans Witten stammen soll, zu sehen. Seine Gemahlin Gutha, eine Tochter des Georg von Miltitz zu Miltitz, überlebte ihn um wenige Jahre. Im Besitz der Herrschaft Lichtenwalde folgten ihm seine Söhne Georg und Ritter Wilhelm von Harras. Der Sohn Wolfgang († 1506) wurde Domherr in Meißen.
Bekannt geblieben ist Dietrich aber vor allen Dingen durch die Harrassage, die Theodor Körner 1810 in der Ballade Harras, der kühne Springer verarbeitete.